# Blériot X
Il Blériot X fu uno dei primi aerei francesi e fu costruito nel 1908 dal pioniere dell'aviazione Louis Blériot. L'aereo segnò un ritorno ai biplani da parte del costruttore francese, che, dopo il Blériot IV, aveva iniziato a costruire esclusivamente monoplani, ottenendo con questi un discreto successo, in particolare con i Blériot VII e VIII.

## Storia del progetto
Alla fine del 1908, dopo la distruzione del Blériot VIII, avvenuta il 4 novembre nella campagna di Toury, Blériot decise di tornare nei pressi di Parigi, in particolare a Neuilly-sur-Seine dove aveva già iniziato la costruzione dei tre modelli successivi, i Blériot IX, X e XI.
L'esposizione dei tre modelli avvenne così in occasione del Salon de l'aéronautique, che si tenne al Grand Palais di Parigi nel dicembre 1908, dove furono esposti tutti i più performanti velivoli dell'epoca in attesa dei primi compratori; ad esempio erano lì presenti il R.E.P. 2 di Robert Esnault-Pelterie, l'aerogiro Breguet-Richet, i velivoli Antoinette e l'ultimo biplano dei fratelli Wright, commercializzato in Francia dalla Ariel, che riscosse il maggior successo.
Nonostante fosse afflitto dal fatto di non essere riuscito a vendere nemmeno un esemplare dei propri velivoli, cosa che invece era riuscita ai suoi concorrenti, nei sei giorni di esposizione Blériot continuò comunque a migliorare e provare le proprie creazioni.
Come detto, il Blériot X  segnava un ritorno ai biplani da parte di Blériot, il quale decise forse di imitare i modelli dei fratelli Wright, i quali in effetti all'epoca stavano dominando il mercato, pur apportando diverse innovazioni rispetto ai biplani da lui precedentemente costruiti. Il velivolo era dotato di tre timoni di direzione nella parte anteriore e di un equilibratore nella parte posteriore ed era spinto da un motore Antoinette 8V da 50 hp, posto sul piano inferiore, che azionava un'elica a quattro pale del diametro di 3 m situata sul retro.  Il motore era poi dotato di un innovativo sistema di raffreddamento formato da due radiatori verticali costituiti da file di anelli tubolari concatenati e disposti tra le due ali sovrapposte. Il carrello d'atterraggio, infine, era piuttosto corto e recava due ruote ammortizzate dotate di pneumatici a bassa pressione.
Il Blériot X non effettuò mai alcun volo di prova; durante la sopraccitata esposizione al salone di Parigi, infatti, Blériot poté osservare come i modelli dei suoi concorrenti montassero motori più leggeri e meno potenti, tra cui spiccavano il motore radiale a sette cilindri R.E.P., progettato da Robert Esnault-Pelterie, e lo Gnome Omega, progettato da Laurent Seguin, i quali non necessitavano di alcun complicato sistema di raffreddamento, e decise quindi di abbandonare lo sviluppo del Blériot X dedicando invece ogni sua attenzione al Blériot XI. Quest'ultimo, un monoplano, montava un motore Anzani a tre cilindri da 25 cavalli e sarà il velivolo che porterà Blériot al successo.